# Нефропексия
Нефропексия — хирургическая операция по фиксации почки к забрюшинным тканям с помощью открытого или лапароскопического доступа.

## История
Первое упоминание блуждающей почки в литературе встречается в трудах Franciscus de Pedemontanus в XIII веке. Многие годы это состояние оставляли без лечения.
В 1864 году Dietl впервые охарактеризовал симптомы острого нефроптоза как острые боли в животе в сочетании со рвотой в вертикальном положении.
В 1870 годах в качестве лечения пробовали применять нефрэктомию, но вскоре отказались от этого метода по причине высокой смертности пациентов.
В 1881 году немецкий врач Hahn описал первую операцию нефропексии, в которой он зафиксировал почку к забрюшинной клетчатке через поясничный разрез. В 1882 году Bassini ввёл в использование фасциальный шов, прикрепляющий капсулу почки к забрюшинным тканям — процедуру, которая применяется по сей день.
Термин «нефроптоз» в широкое использование ввёл Glenard в 1885 году. После этого было предложено более 170 различных методов лечения нефроптоза. По мере развития анестезиологии и антисептики интерес к операциям на почках значительно вырос, и к концу XIX века нефропексия стала основной операцией, применяемой при блуждающей почке. Многие симптомы, включая боль в почках, инфекцию мочевыводящих путей, потерю веса, гастроинтестинальные проблемы, тревогу и даже истерию пытались связать с нефроптозом. Однако, по причине непостоянства симптомов и спорной диагностике, диагноз нефроптоза постепенно потерял своё распространение.

## Показания и подготовка
Показанием для нефропексии является синдром блуждающей почки.
Подготовка к операции:
- Тщательный сбор анамнеза.
- Верификация диагноза (у бодрствующего пациента, с помощью методов визуализации в двух позициях)[5].
- Предоперационная антибиотикотерапия.
- При необходимости — предоперационная подготовка кишечника для облегчения лапароскопического доступа.

## Техника
Капсула почки в ходе операции прикрепляется нерассасывающимися швами к m.iliopsoas, квадратной мышце поясницы или фасциям. Фиксация к XII ребру в настоящее время практически нигде не применяется.

### Лапароскопическая трансперитонеальная нефропексия
Операция проводится с помощью лапароскопа, который вводят через переднюю брюшную стенку под эндотрахеальным наркозом. Почку выделяют из окружающих тканей (мобилизуют) и придают ей нормальное физиологическое положение в брюшной полости. Затем почку фиксируют с помощью полипропиленовой сетки размером 3х8 см к XII ребру или поясничным мышцам. В конце операции проводят тщательную ревизию брюшной полости, при необходимости прижигают сосуды электрокоагулятором, затем удаляют лапароскоп и троакары, ушивают брюшину и кожные разрезы. После операции на животе остаётся 4 небольших кожных разрезов.

### Послеоперационный период
После операции пациенты обычно уже вечером могут поесть, ходить на следующий день или через день. Выписка из стационара на третий- четвёртый день. Обычно необходим приём пероральных анальгетиков и повтор снимков через 2-6 месяцев после операции.

## Осложнения и прогноз
Возможные осложнения нефропексии:
- Инфекция мочевыводящих путей
- Отсутствие коррекции птоза
- Забрюшинная гематома
- Повреждение кишки троакаром
- Может возникнуть необходимость перевода на операцию открытым доступом
- Парестезии мышц
- Повреждение бедренно-полового нерва.

Прогноз у пациентов, перенёсших лапароскопическую нефропексию, благоприятный, операция позволяет достичь хороших результатов. Множество долгосрочных исследований показали, что пациенты, перенёсшие лапароскопическую нефропексию, имели значительно меньший послеоперационный дискомфорт, быстрее восстанавливались после операции, чем перенёсшие вмешательство открытым доступом.

## Будущее нефропексии
Существование патологического нефроптоза и необходимость его хирургической коррекции обсуждается урологами на протяжении более чем ста лет. Однако современные исследования показывают, что у пациентов с явным болевым синдромом при нефроптозе лапароскопическая нефропексия является эффективным методом медицинской помощи.
Многие новейшие разработки способны ещё более улучшить результаты трансперитонеальной и ретроперитонеальной лапароскопической нефропексии. К ним относятся:
- Использование для фиксации тканевого клея (гистакрил)[9];
- Чрескожное чрезлоханочное наложение полиглактинового шва при помощи нефроскопа[10][11];
- Использованием проленовой ленты TVT (tension-free vaginal tape), которая укладывается под нижний полюс почки и по её задней и передней поверхности[12];
- Неабсорбирующие полимерные клипсы[13] для фиксации почки.